# Stenarella lissonota
Stenarella lissonota là một loài tò vò trong họ Ichneumonidae.